# 후와그 캉 망암바
《후와그 캉 망암바》(타갈로그어: Huwag Kang Mangamba)는 2021년 방영된 필리핀의 드라마이다.